# 阿波座出入口
阿波座出入口（あわざでいりぐち）は、大阪府大阪市西区の阪神高速道路16号大阪港線の出入口。天保山方面のみ出入口のあるハーフICである。

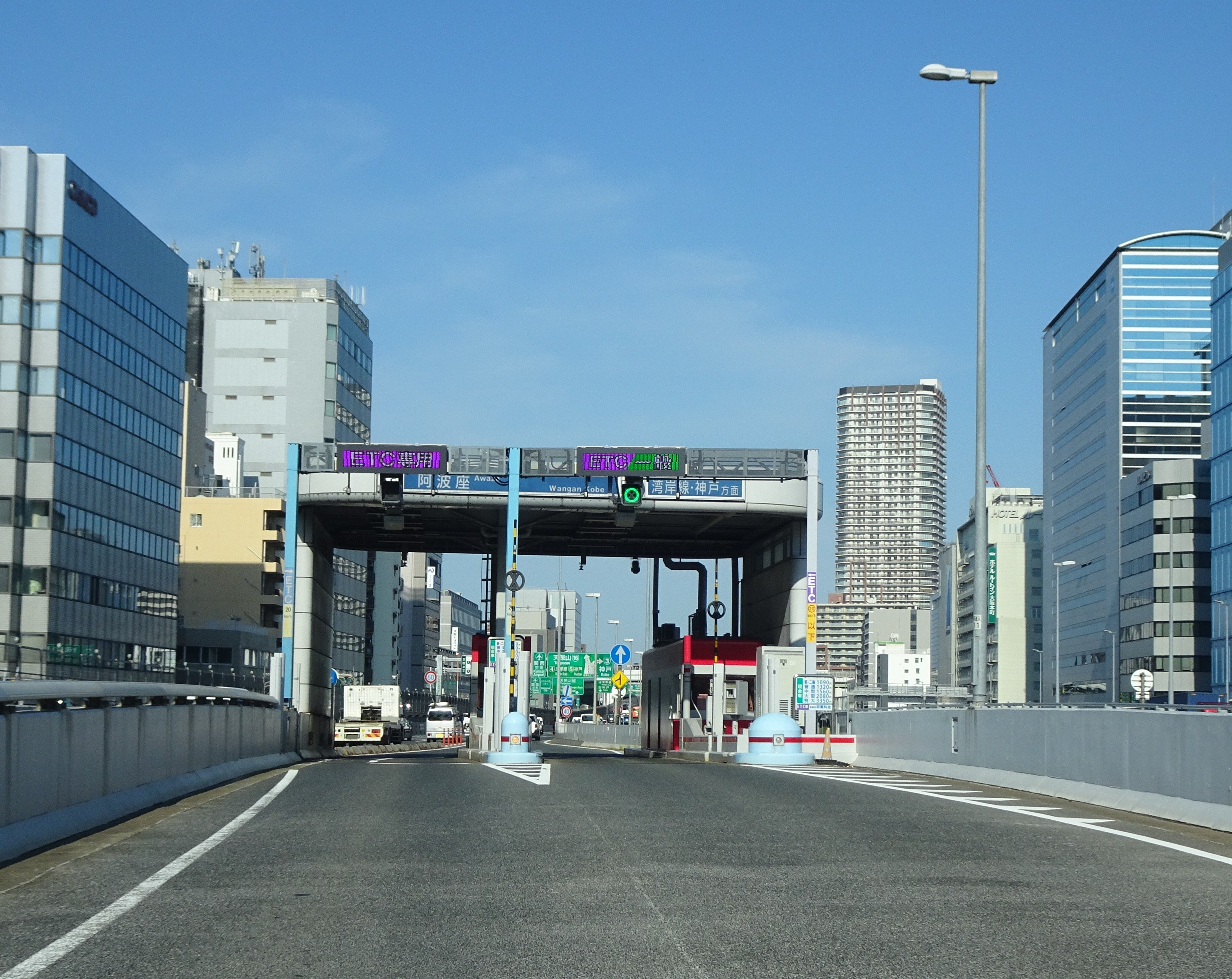
阿波座入口料金所付近

## 道路
- 阪神高速16号大阪港線(16-01)

## 接続する道路
- 中央大通
- 国道172号
- 四つ橋筋
- 御堂筋

## 周辺
- 中央線・四つ橋線・御堂筋線 本町駅
- オリックス劇場

## 隣
阪神高速16号大阪港線
西船場JCT - (16-01) 阿波座出入口 - 阿波座JCT - (16-02) 西長堀出入口